# Castelsilano
Castelsilano – miejscowość i gmina we Włoszech, w regionie Kalabria, w prowincji Krotona.
Według danych na rok 2004 gminę zamieszkiwały 1273 osoby, 32,6 os./km².